# 헝가리 민주 포럼
헝가리 민주 포럼(헝가리어: Magyar Demokrata Fórum, hu, MDF)은 헝가리의 중도우파 정당이었다. 이 정당은 헝가리 민족주의, 국민보수주의, 기독교 민주주의 이념을 가지고 있었다. 이 당은 1990년 민주주의 회복부터 2010년 헝가리 총선까지 헝가리 국회에 계속해서 의석을 가지고 있었다. 2011년 4월 8일에 해산되었다.
MDF는 1990년부터 1993년까지 헝가리 총리를 지낸 언털 요제프의 지도 아래 헝가리가 민주주의 국가로 부상했을 때 가장 큰 당이었다. 그 이후로는 의석 수가 줄어들었고, 1998년부터 2002년까지 피데스의 하위 연정 파트너로, 그 외에는 야당의 역할을 수행했다.
이 정당은 중도민주 인터내셔널의 일원이었고 2009년까지는 유럽 국민당의 일원이었으며, 그 후 유럽 보수와 개혁 연합에 합류했다. MDF의 첫 MEP인 페테르 올라요스는 2004년부터 2009년까지 유럽 국민당-유럽 민주당 그룹의 일원이었고, 라이오시 보크로시는 2009년부터 유럽 의회에서 유럽 보수와 개혁과 함께 활동했다.

## 역사

### 창립
틀:Conservatism in Hungary
헝가리 민주 포럼은 헝가리 사회노동당 (MSzMP)의 일당제 통치 기간인 1987년 가을에 창립되었다. 첫 회의는 1987년 9월 27일 헝가리 남부의 라키텔렉 마을에서 열렸다. 처음에는 정당이라기보다는 느슨한 정치 운동에 가까웠다.
창립자들은 주로 샨도르 초리, 졸탄 비로, 이스트반 추르카, 샨도르 레자크를 포함한 민족주의적 지식인들이었다. 그들은 19세기 말부터 '우르바누스'(도시주의) 사상에 반대해 온 '네피-넴제티'(인민-민족주의 또는 농촌-민족주의) 운동의 이념적 전통을 따랐다. 포럼은 국가적, 문화적 전통에 초점을 맞추고 급진민주주의적인 풀뿌리 민주주의 정치와 자본주의와 공산주의 사이의 "제3의 길"을 목표로 했다. 그들을 괴롭혔던 문제 중 하나는 니콜라에 차우셰스쿠 통치 하의 이웃 루마니아에 있는 헝가리 소수민족의 위협적인 상황이었다.
공산주의 통치에 대한 그들의 반대는 대부분 도시적이고 서구 지향적인 자유주의 정당인 자유민주동맹 (SzDSz)과 곧 창설된 청년민주동맹 (FiDeSz)보다 온건했다. 이들과 달리 MDF는 MSzMP 내의 개혁 지향적인 세력, 즉 라키텔렉 회의에 참여했고 당시 공산주의 연계 대중 조직의 우산 조직인 애국인민전선(HNF)의 사무총장이었던 정치국 위원 임레 포즈가이와의 동맹을 모색했다. 포럼은 "건설적인" 야당으로 간주되었고 야노스 키스 주변의 자유 민주당만큼 큰 위험은 아니었다.

### 격변의 시기 (1988–1989)
첫 회의 1년 후 라키텔렉에서 열린 두 번째 회의에서 헝가리 민주 포럼은 창당을 발표했다. 이는 1988년 9월의 협회 및 집회법에 의해 가능해졌다. "분할 통치" 전술로 약화되지 않기 위해 여러 야당 그룹은 1989년 3월 "야당 원탁회의"에 참여했다. 그들은 1989년 6월부터 MSzMP 및 대중 조직과 함께 3자간 국민 원탁회의에 참여했다.
원탁회의는 모든 쟁점을 해결하지 못했다. 특히 야당 간에는 연말 이전에 직접 대통령 선거를 실시해야 하는지에 대한 이견이 있었다. MSzMP는 1989년 10월 헝가리 사회당 (MSzP)으로 전환되었고 임레 포즈가이는 직접 대통령 선거에서 강력한 경쟁자로 여겨졌다. 포즈가이와의 좋은 관계를 고려할 때 MDF는 이 가능성에 반대하지 않았다. 반면에 자유민주당과 피데스는 직접 선출된 사회주의 대통령을 어떤 식으로든 막으려 했고, 따라서 1989년 11월에 열린 국민투표를 요구했다. SzDSz는 MDF를 "공산주의자들의 친구" 또는 "협력자"라고 맹렬히 비난했다. 국민투표 지지자들은 의회 선거를 먼저 실시해야 한다고 제안했지만, MDF는 직접 대통령 선거를 지지했고 따라서 이 질문에 "아니오"를 요구했다. 결국 "예" 캠페인이 근소한 차이로 승리했다.
1989년 10월 당은 언털 요제프를 당 대표로 선출했다. 언털이 창립 대표 졸탄 비로로부터 당권을 인수하면서 MDF는 점진적으로 '네피-넴제티' 원칙에서 벗어났다. 언털은 광범위한 국민자유주의 또는 자유보수주의 경향을 대표하며, 당을 더 넓은 정치적 스펙트럼과 사회적 기반, 특히 민족주의적이고 기독교적인 중산층에게 개방했다. MDF는 중도 우파의 "옴니버스" 정당, 또는 심지어 "포괄정당"으로 변모했다.

### 집권기 (1990–1994)
1990년 3월과 4월, MDF는 헝가리 공산주의 종식 이후 첫 자유 총선에서 24.7%의 득표율과 386석 중 164석을 얻어 승리했다. 이들은 이념적으로 가까운 독립소농·농민·시민당 (FKgP) 및 기독교민주인민당 (KDNP)과 함께 중도우파 연립 정부를 구성했다. 언털 요제프가 총리가 되었다.
MDF는 이제 두 가지 주요 내부 경향으로 나뉘었다. 지배적인 경향은 언털 정부 집권층으로, 실용적이고 자유주의적인 보수주의, 헌법주의 및 법률주의를 특징으로 했다. 언털 정부는 공산주의 통치로부터 헝가리의 전환을 완료한 중요한 개혁을 수행했는데, 예를 들어 지방 행정, 공무원의 지위, 구 정권의 잘못에 대한 배상에 관한 법률 등이다. 그럼에도 불구하고 전통적이고 종교적인 가치와 국가적 사상은 서유럽 국가의 보수적이고 기독교 민주적인 정당보다 MDF의 수사학에서 더 큰 역할을 했다.
당내 우익, 급진적 포퓰리스트 및 민족주의 파벌은 격렬한 반공주의뿐만 아니라 반자유주의를 특징으로 했다. 그 지지자들은 전 공산주의자들의 공직 체계적 "숙청"을 요구하고, TV 및 라디오 방송국에서 "비국가적"이라고 여겨지는 책임자들의 해고를 요구했으며, 또한 "세계주의적", "자유주의-볼셰비키적", "유대인적"이라고 간주하여 평범한 헝가리인들의 사고방식과 양립할 수 없다고 본 자유주의 SzDSz를 공격했다. 1992년 이후, 국가 급진주의자들과 온건한 정부 파벌 간의 거리는 점진적으로 커졌고, 1993년에는 이스트반 추르카가 이끄는 대다수가 당을 떠나 극우 정당, 특히 헝가리 정의와 삶의 당 (MIÉP)을 창당했다.
1993년 12월 언털의 사망 후, 그의 당 동료인 보로시 페테르가 뒤를 이어 1994년 5월 총선까지 정부를 이끌었다.

### 피데스와의 동맹 (1994–2006)
1994년 선거는 MDF에게 참패를 안겨주었으며, 득표율 12.0%, 의석 38석으로 급부상한 사회주의자들과 자유주의 SzDSz에 이어 멀리 떨어진 3위를 기록했다. 야당에 있는 동안 보로시와 샨도르 레자크 같은 보수주의자들과 이반 사보 주변의 중도주의자들 사이에서 내부 분열은 계속되고 심화되었다. 레자크가 1996년 당대표 선거에서 승리하자 사보와 언털 시대의 정부 인사 대부분은 당을 떠나 헝가리 민주인민당 (MDNP)을 창당했다. 1998년 총선에서 두 당 모두 매우 실망스러운 성적(MDF: 2.8%; MDNP: 1.3%)을 거두었다. 그러나 MDF는 1994년 이후 자유주의에서 보수주의로 전환한 피데스와 일부 선거구에서 공동 후보를 내세워 의회에서 17석을 확보했다. 이 당은 오르반 빅토르 총리 아래 피데스가 이끄는 연립 정부에 참여했으며, 이 정부에는 소농당도 포함되었다.

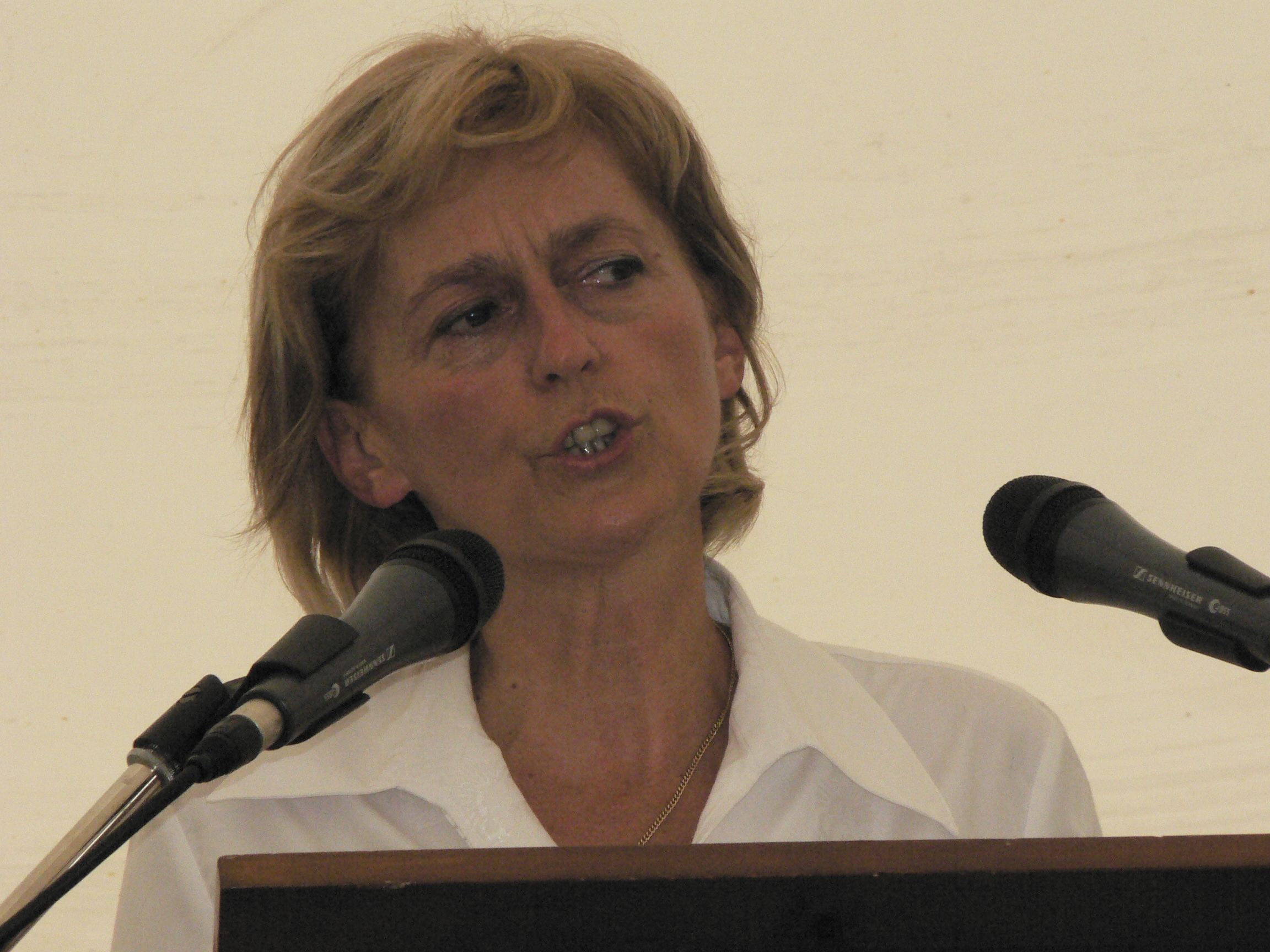
다비드 이볼랴, 당 대표 1999–2010

MDF는 1998년 유럽 국민당 (EPP)에 옵저버 자격으로 가입했으며, 2001년 준회원, 2004년 정식 회원이 되었다. 1999년부터 2010년까지 이 당은 다비드 이볼랴가 이끌었다.
MDF는 피데스와의 선거 동맹으로 인해 2002년부터 2006년까지 헝가리 국회에서 24석을 차지했다.
2004년 유럽 의회 선거에서 5.3%(164,025표)를 득표하여 당원 중 한 명인 페테르 올라요스가 유럽 의회 의원으로 선출되었으며, 유럽 국민당-유럽 민주당 그룹 소속이었다.
이 당은 2006년 총선에서 5.04%(272,831표)를 득표하여 다음 의회에서도 의석을 확보했다.

### 쇠퇴 (2006–2010)
MDF는 사실상 분열되었고, 대다수의 의원들이 당에서 축출되었다. 다비드 이볼랴는 헝가리 최대 보수 세력인 피데스가 자신의 당을 합병하려 한다고 정기적으로 비난했다. 두 당은 2006년 총선 1차 투표 이후 MDF 후보들이 피데스를 지지하기 위해 철수할 가능성을 두고 격렬한 논쟁을 벌였다. 당 지도부는 그렇게 하지 않기로 결정했다. 그러나 많은 MDF 후보들은 자체적으로 철수하기로 결정했다.
2008년, 대통령 선거는 스캔들로 번졌는데, 다비드 이볼랴는 UD 유한회사와 관련된 사람들이 그녀의 당 내부 문제에 개입하려 했다고 말하며 비밀리에 녹음된 전화 통화를 증거로 공개했다. 다비드와 그녀의 지지자들은 MDF 정치인 코르넬 알마시가 당직자 재선출을 위한 당 대회에서 당 의장 출마를 철회하도록 강요했다.
MDF는 EPP 회원이었으나 2009년 6월 22일 새로 선출된 MEP인 라이오시 보크로시는 EPP 그룹 대신 유럽 의회의 유럽 보수와 개혁 (ECR) 그룹에 합류했다. 이로 인해 당은 EPP에서 활동 정지 처분을 받았다. 대신 2009년 10월에 창립된 유럽 보수와 개혁 연합 (AECR)에 합류했다. 2009년 10월 8일, 다비드 이볼랴는 영국 보수당의 연례 회의에 게스트 연사로 참석하여 유럽에서 두 당 간의 장기 전략적 동맹을 확인했다.
보크로시의 지명은 보수주의에서 자유주의 이념으로의 정치적 입장 변화를 나타냈다. 그 결과, 페테르 올라요스, 칼만 카토나 및 전 총리 보로시 페테르를 포함한 여러 저명한 당원들이 탈당했다. 국회의원 안드라스 차키의 탈당으로 인해 헝가리 민주 포럼의 의회 그룹은 2009년 3월 의회 규칙에 따라 해체되었다.
2010년, 라이오시 보크로시는 2010년 헝가리 총선에서 당의 총리 후보가 되었고, 작가 요제프 데브레체니와 정치 캐피탈의 정치 분석가인 졸탄 소모기 같은 여러 전 좌파 정치인들이 전국 명단에 올랐다. 게다가 MDF는 2009년 유럽 의회 선거에서 참패를 겪은 SzDSz와 선거 동맹을 맺었다. 그 당의 의장 아틸라 레트케스는 전국 명단에 이름을 올렸고 일부 선거구에서는 공동 후보도 있었다. 이 결정 이후, 탈당은 대규모 현상이 되었고, 전체 지역 당 조직이 해체되었다. 전국 선거에서 MDF는 5위에 그쳤고 2.67%의 득표율을 얻었으며, 이로써 20년 만에 민주화 이후 처음으로 의회에서 완전히 축출되었다. 다비드 이볼랴는 즉시 사임하고 정치에서 은퇴했다.

## 해산
다비드의 사임 후, 그녀의 대리인 카로이 헤레니가 현재 의회 밖 정당의 임시 대표로 선출되었다. 2010년 6월, 졸트 마카이가 새 대표가 되었다. 새로 선출된 지도부는 당을 개혁하기로 결정하고 2010년 12월 12일 복지자유당 (JESZ)이라는 새 이름을 채택했다. 당 의회는 2011년 3월에 이름 변경을 승인했고, 그 결과 복지자유민주공동체 (JESZ)가 2011년 4월 8일에 공식적으로 창립되었다.
JESZ 지도부는 보크로스에게 유럽 의회 의원직을 반납하라고 여러 번 요청했지만, 보크로스와 그의 이전 당 사이의 모든 관계는 끊어졌다.

## 선거 결과

### 국민의회
| 선거  | 득표      | 득표   | 득표  | 의석      | 의석 | 순위 | 정부            | 총리 후보              |
| 선거  | #         | %      | ±pp   | #         | +/−  | 순위 | 정부            | 총리 후보              |
| ----- | --------- | ------ | ----- | --------- | ---- | ---- | --------------- | ---------------------- |
| 1990  | 1,213,825 | 24.72% | –     | 164 / 386 | ±0   | 1위  | MDF–FKgP–KDNP   | 언털 요제프            |
| 1994  | 649,966   | 12.03% | 12.87 | 38 / 386  | 127  | 3위  | 야당            | 보로시 페테르          |
| 1998  | 139,934   | 3.12%1 | 8.91  | 17 / 386  | 21   | 7위  | 피데스-FKgP-MDF | 샨도르 레자크          |
| 20022 | 2,306,763 | 41.07% | 36.95 | 24 / 386  | 7    | 2위  | 야당            | 오르반 빅토르 (피데스) |
| 2006  | 272,831   | 5.04%  | –     | 11 / 386  | 13   | 4위  | 야당            | 다비드 이볼랴          |
| 2010  | 136,895   | 2.67%  | 3.37  | 0 / 386   | 11   | 5위  | 의석 없음       | 라이오시 보크로시      |

1MDF는 5%의 봉쇄 조항을 넘지 못했지만, 17명의 피데스-MDF 공동 개인 후보가 지역구에서 승리하여 별도의 의회 그룹을 구성했다.

2피데스 – 헝가리 시민 연합과 공동 명부.

### 유럽 의회
| 선거 연도 | 총 득표수 | 총 득표율   | 총 의석수 | +/- | 비고 |
| --------- | --------- | ----------- | --------- | --- | ---- |
| 2004      | 164,025   | 5.34% (4위) | 1 / 24    |     |      |
| 2009      | 153,660   | 5.31% (4위) | 1 / 22    | 0   |      |

## 당 대표
|   | 이미지 | 이름                 | 취임             | 퇴임               | 재임 기간         |
| - | ------ | -------------------- | ---------------- | ------------------ | ----------------- |
| 1 |        | 졸탄 비로            | 1987년 9월 27일  | 1989년 10월 21일   | 2년, 24일         |
| 2 |        | 언털 요제프          | 1989년 10월 21일 | 1993년 12월 12일 † | 4년, 1개월, 21일  |
| 3 |        | 라이오시 푸르        | 1994년 2월 19일  | 1996년 3월 2일     | 2년, 12일         |
| 4 |        | 샨도르 레자크        | 1996년 3월 2일   | 1999년 1월 30일    | 2년, 10개월, 28일 |
| 5 |        | 다비드 이볼랴        | 1999년 1월 30일  | 2010년 4월 11일    | 11년, 2개월, 12일 |
| – |        | 카로이 헤레니 (대행) | 2010년 4월 11일  | 2010년 6월 20일    | 2개월, 9일        |
| 6 |        | 졸트 마카이          | 2010년 6월 20일  | 2011년 4월 8일     | 9개월, 19일       |

## 내용주
1. ↑  Tőkés, Rudolf (1996). 《Hungary's Negotiated Revolution: Economic Reform, Social Change, and Political Succession, 1957-1990》. Cambridge: Cambridge University Press. xix쪽. ISBN 0521570441.
2. 1 2  Körösényi, András (1999), 《Government and Politics in Hungary》, Central European University Press, 35쪽
3. 1 2  Michnik, Adam (1990년 3월 11일), “Notes from the Revolution”, 《The New York Times》; printed in Michnik (1998). 《Letters from Freedom: Post-cold War Realities and Perspectives》. University of California Press. 145쪽.
4. ↑  Waller, Michael (1993), 《The End of the Communist Power Monopoly》, Manchester University Press, 220–221쪽
5. ↑  Waller (1993), 《The End of the Communist Power Monopoly》, 221쪽
6. ↑  Bartlett, David L. (1997), 《The Political Economy of Dual Transformations: Market Reform and Democratization in Hungary》, University of Michigan Press, 144쪽
7. ↑  Kim, Dae Soon (2013), 《The Transition to Democracy in Hungary: Árpád Göncz and the post-Communist Hungarian presidency》, Routledge, 93–94쪽
8. ↑  Körösényi (1999), 《Government and Politics in Hungary》, 36쪽
9. ↑  Kim (2013), 《The Transition to Democracy in Hungary》, Routledge, 95–96쪽
10. ↑  Körösényi (1999), 《Government and Politics in Hungary》, 37쪽
11. ↑  Körösényi (1999), 《Government and Politics in Hungary》, 37–38쪽
12. ↑  Jansen, Thomas; Van Hecke, Steven (2011), 《At Europe's Service: The Origins and Evolution of the European People's Party》, Springer, 77쪽
13. ↑  Dávid Ibolya: Almássy nem képviselheti az MDF-et, Origó, 14 September 2008
14. ↑  Boross Péter szakított a Dávid vezette MDF-fel, Heti Világgazdaság, 2009년 6월 18일
15. ↑  Leépít az MDF, Index.hu, 2009년 3월 19일
16. ↑  Már az őszre gondol az összeboruló MDF és SZDSZ, Origó, 2010년 2월 3일
17. ↑  Dávid Ibolya lemond az MDF-elnökségről, Origó, 2010년 4월 11일
18. ↑  Megváltoztatta nevét az MDF – Origó, 2010년 12월 12일.
19. ↑  Jólét és Szabadság Demokrata Közösségre változik az MDF neve, Index.hu, 2011년 3월 5일.